# Пиківська волость
Пиківська волость — історична адміністративно-територіальна одиниця Вінницького повіту Подільської губернії з центром у містечку Старий Пиків.
Станом на 1885 рік складалася з 17 поселень, 18 сільських громад. Населення — 15033 осіб (7171 чоловічої статі та 7862 — жіночої), 1659 дворових господарства.
|                     | Площа, десятин | У тому числі орної, дес. |
| ------------------- | -------------- | ------------------------ |
| Сільських громад    | 11513          | 8649                     |
| Приватної власності | 15830          | 8205                     |
| Іншої власності     | 753            | 479                      |
| Загалом             | 28097          | 17332                    |

Основні поселення волості:
- Старий Пиків — колишнє власницьке містечко при річці Сновода за 40 верст від повітового міста, 971 особа, 93 дворових господарства, православна церква, католицька каплиця, єврейський молитовний будинок, школа, 2 постоялих двори, 3 постоялих будинки, 3 лавки, 3 кузні, 2 водяних млини, базари по четвергах. За 13 верст — Ямпільські заводи: винокурний, лікерний, оцтовий, газовий із паровим млином. За 14 верст — паровий млин.
- Бобрикський Майдан (Майдан-Бобрик) — колишнє власницьке село при річці Бобрик, 295 осіб, 40 дворових господарств, православна церква, постоялий будинок, черепичний завод.
- Жигалівка — колишнє власницьке село при річці Самець, 962 особи, 106 дворових господарств, православна церква, постоялий будинок, водяний млин.
- Журавне — колишнє власницьке село при річці Буг, 1017 осіб, 123 дворових господарства, православна церква, постоялий будинок.
- Забужжя — колишнє власницьке село при річці Буг, 1617 осіб, 122 дворових господарства, православна церква, лікарня, постоялий будинок, цегельний, газовий і бурякоцукровий заводи.
- Колибабинці — колишнє власницьке село, 871 особа, 119 дворових господарств, православна церква, постоялий будинок.
- Кривошиїнецькі Хутори — колишнє власницьке село при річці Сновода, 803 особи, 94 дворових господарства, православна церква, постоялий будинок.
- Кривошиїнці — колишнє власницьке село при річці Сновода, 1010 осіб, 139 дворових господарств, православна церква, школа, постоялий будинок, 2 водяних млини.
- Лозна — колишнє власницьке село, 1130 осіб, 146 дворових господарств, православна церква, постоялий будинок.
- Миколаївка — колишнє власницьке село при річці Згар, 515 осіб, 75 дворових господарств, православна церква, школа, постоялий будинок, водяний млин.
- Новий Пиків — колишнє власницьке містечко при річці Сновода, 819 осіб, 102 дворових господарства, православна церква, синагога, єврейський молитовний будинок, 10 постоялих дворів, 3 постоялих будинки, торгова баня, 29 лавок, базари.
- Рогинці — колишнє власницьке село, 958 осіб, 134 дворових господарства, православна церква, школа, постоялий будинок, 3 водяних млини, винокурний завод.
- Уладівка — колишнє власницьке село при річці Буг, 1449 осіб, 123 дворових господарства, православна церква, школа, постоялий будинок.
- Шепіївка — колишнє власницьке село при річці Сновода, 665 осіб, 70 дворових господарств, православна церква, школа, постоялий будинок.

Інші населені пункти волості:
- Байківка — село.
- Боржимівка — село.
- Каменогірка — село.
- Колибабинці — село.
- Кривошиїнці — село.
- Олександрівка — село.
- Пиківська Слобідка — висілок.
- Янів — село.
- Янівська Слобідка — висілок.
- Янопіль — село.